# Eddy Van Gelder
Eddy Van Gelder (1952) is een Belgisch voormalig bestuurder.

## Levensloop
Eddy Van Gelder studeerde in 1973 af als licentiaat in de economische wetenschappen aan de Vrije Universiteit Brussel (VUB). Hij werkte achtereenvolgens voor Brouwerij Haelterman en het Instituut voor Kadervorming van de PVV en als directeur van de studiedienst van de PVV. Van 1984 tot 2017 was hij algemeen directeur van de Gewestelijke Investeringsmaatschappij Brussel (GIMB).
Van 1989 tot 1994 was hij lid van de raad van bestuur van de Vrije Universiteit Brussel. Op vraag van rector Benjamin Van Camp werd hij in 2002 voorzitter van de raad van bestuur van de VUB in opvolging van Rik Van Aerschot, een functie die hij tot 2020 uitoefende. Hij werd opgevolgd door Karsten De Clerck.
Van Gelder bekleedde ook bestuursmandaten bij de Vlaamse Management Associatie, de Belgian Venturing Association, de beroepsfederatie van Belgische investeerders en het Kaaitheater. Hij was ook voorzitter van Technopool Brussel.